# خریطیات
خریطیات (به عربی: الخریطیات)، این منطقه در شمال
دوحه پایتخت کشور قطر واقع شده‌است. وجه تسمیت به این اسم از آنجاست که در این منطقه گیاهی می‌روید که بنام
الخریط (الخریطیات) نزد مردم قطر معورف است، لذا منطقه به همین اسم نامگذاری کرده أند. «الخریطیات» یکی از مناطق عمرانی قطر است، دارای بازارهای مدرن، خانه‌ها و ویلاهای مجلل، ساختمانهای زیبا، وخیابان‌های گسترده می‌باشد.
- دکتر: شامی، یحیی، (موسوعة المدن العربیة والاسلامیة) ، دار الفکر العربی، بیروت، چاپ سال ۱۹۹۳ میلادی به (عربی).